# STOP ME
「STOP ME」（ストップ・ミー）は、日本のバンド・ノーナ・リーヴスによる5枚目のシングル。1999年11月10日にWARNER MUSIC JAPANより発売された。

## 概要
前作「BAD GIRL」から約3ヶ月ぶりのシングル。

## 収録内容
| 全作詞: 西寺郷太。 |                                                          |           |                  |      |
| #                  | タイトル                                                 | 作詞      | 作曲             | 時間 |
| 1.                 | 「STOP ME」                                              | 西寺郷太  | 西寺郷太         | 4:15 |
| 2.                 | 「SAY FOREVER」                                          | 西寺郷太  | 西寺郷太         | 4:23 |
| 3.                 | 「FREAKY」(Live @ Shibuya Club Quattro on Sep. 27, 1999) | 西寺郷太  | 西寺郷太・師岡忍 | 4:13 |
| 合計時間:          | 合計時間:                                                | 合計時間: | 12:51            |      |

### 解説
1. STOP ME
  - 「デイリーヤマザキ」CMソング[1]。
2. SAY FOREVER
  - 山本拓夫によるストリングスアレンジが施されている。
  - 後に「FRIDAY NIGHT」の2013年盤のボーナストラックとして収録された。
3. FREAKY Live @ Shibuya Club Quattro on Sep. 27, 1999
  - インディース時代のアルバム「SIDECAR」収録曲のライブバージョン。1999年9月27日の渋谷CLUB QUATTRO公演での音源。
  - 後に「FRIDAY NIGHT」の2013年盤のボーナストラックとして収録された。